# Gare de Josaphat
Pour les articles homonymes, voir Josaphat et Gare de Schaerbeek-Josaphat.
La gare de Josaphat est une ancienne gare ferroviaire belge de la Ligne 161 de Schaerbeek à Namur, située sur l'ancien tracé de la ligne, juste au nord de la gare de la chaussée de Louvain. Elle était située à Schaerbeek, dans la région bruxelloise. 
Mise en service en 1865, elle est fermée en 1884. Dans les années 1910, le tracé de la ligne de chemin de fer a été modifié et l'avenue Voltaire occupe l'emplacement de l'ancienne gare de Josaphat.
La gare tire son nom du ruisseau Josaphat et non du parc Josaphat, construit à partir de 1904.

## Situation ferroviaire
La gare de Josaphat était située au point kilométrique (PK) 1,5 la ligne 161 de Bruxelles à Namur, entre les gares de la rue royale Sainte-Marie et de la rue Rogier.

## Histoire
Une halte est mise en service le 1er mai 1865 par la Grande compagnie du Luxembourg, exploitant de la ligne jusqu'en 1873.
Elle se trouve à la hauteur du passage à niveau de la Chaussée de Haecht, également nommée « Route de Dieghem ». Durant toute son existence, elle ne possédait pas de voie de garage.
Manquant de succès, elle est fermée dès le 15 juillet 1884.
Dans les années 1910, le tracé d'origine de la ligne sur les communes de Saint-Josse-ten-Noode et de Schaerbeek fut supprimé au profit d'un itinéraire en partie voûté supprimant tous les passages à niveau tandis que les communes aménagèrent de nouvelles artères, faisant disparaître plusieurs anciennes rues. Les avenues Paul Deschanel et Voltaire ont été réalisées sur l'ancien tracé du chemin de fer.
L'emplacement actuel de l'ancienne gare de Josaphat correspond au carrefour entre l'avenue Voltaire et la chaussée de Haecht ; à cette hauteur, le nouveau tracé de la ligne de chemin de fer est établi en souterrain, sous l'avenue du Suffrage Universel.